# نيكولا ماريانوفيتش
نيكولا ماريانوفيتش هو لاعب كرة قدم صربي في مركز الدفاع، ولد في 1955 في بلغراد في صربيا. لعب مع نادي بارتيزان ونادي رييكا ونادي فويفودينا.